# Ferdinando Nunziante di San Ferdinando
Ferdinando Nunziante di San Ferdinando (Napoli, 27 settembre 1863 – Napoli, 26 febbraio 1941) è stato un imprenditore, giornalista e politico italiano.

## Biografia
Nato a Napoli dalla famiglia dei Marchesi di San Ferdinando, Ferdinando rappresentò le istanze della borghesia agraria al parlamento per quattro legislature dal 1909 al 1929 alla Camera dei deputati dal 1929 nominato senatore. 
Nei primi anni di vita si dedicò anche all'attività giornalistica e alla gestione dell'azienda agraria di famiglia.
Durante l'attività politica fu nominato Sottosegretario di Stato del Ministero per gli approvvigionamenti e consumi alimentari durante il Governo Orlando.